# Lũ lụt Trung Quốc 2020

Các tỉnh của Trung Quốc bị ảnh hưởng của lũ lụt

Từ cuối tháng 5 năm 2020, mưa lớn theo mùa bắt đầu gây ra lũ lụt ở Trung Quốc đại lục. Trong tháng 6, lũ lụt ảnh hưởng chủ yếu đến các khu vực phía Nam ảnh hưởng đến cuộc sống của hàng triệu người. Trong tháng 7, những trận mưa lớn hơn dự kiến đổ vào khu vực trung tâm và phía đông của Trung Quốc. Theo Bộ Quản lý Khẩn cấp Trung Quốc, đến cuối tháng 6, lũ lụt đã buộc di dời 744.000 người trên 26 tỉnh với 81 người mất tích hoặc chết. Đầu tháng 7, South China Morning Post đã đăng tin khoảng 20 triệu cư dân đã bị ảnh hưởng và ít nhất 121 người đã chết hoặc mất tích. Tính đến ngày 13 tháng 8, lũ lụt đã ảnh hưởng đến 63,46 triệu người, 219 người chết hoặc mất tích và 54.000 ngôi nhà bị sập. Bộ Thủy lợi cho biết, có tổng cộng 443 con sông trong cả nước đã ngập nước, với 33 trong số đó nước nâng lên mức cao nhất từng được ghi nhận. Theo thống kê của Cơ quan Di sản Văn hóa Quốc gia (NCHA), 76 di tích văn hóa quốc gia quan trọng và 187 di sản văn hóa tỉnh đã bị thiệt hại ở các mức độ khác nhau.
Các khu vực bị ảnh hưởng bao gồm Quảng Tây, Quý Châu, Tứ Xuyên, Hồ Bắc, cũng như Trùng Khánh. Các khu vực bao gồm thượng nguồn và trung lưu của sông Dương Tử và các nhánh của nó. Nhiều trận mưa lớn gây lũ bắt đầu kéo dài đến các khu vực thấp hơn của lưu vực Dương Tử như An Huy, Giang Tây và Chiết Giang. Ngoài ra, Hồ Nam, Phúc Kiến và Vân Nam cũng bị ảnh hưởng.

## Nguyên nhân gây lũ lụt

### Nguyên nhân tự nhiên
Hiện tượng El Niño đã gây ra thời tiết bất thường ở nhiều vùng của Trung Quốc. Hu Xiao từ Cục Khí tượng Trung Quốc (CMA) cho biết những cơn mưa xuất phát từ Ấn Độ Dương và Thái Bình Dương.

### Nguyên nhân nhân tạo
Năm 1915, hồ Động Đình rộng 5.000 kilômét vuông (1.900 dặm vuông Anh). Năm 2000, diện tích nó chỉ còn 2.625 kilômét vuông (1.014 dặm vuông Anh). Vào những năm 1950, Hồ Bà Dương rộng 4.350 kilômét vuông (1.680 dặm vuông Anh). Năm 2000, nó chỉ còn 3.750 kilômét vuông (1.450 dặm vuông Anh). Hồ Bắc từng được gọi là "tỉnh của ngàn hồ" (千湖之省). Vào cuối những năm 1950, có 1.066 hồ ở Hồ Bắc. Đến đầu những năm 1980, chỉ còn lại 309 hồ. Với sự gia tăng dân số nhanh chóng ở Trung Quốc, để tăng diện tích sản xuất và nhà chứa ngũ cốc, một số lượng lớn các bờ hồ đã được chuyển đổi thành đất nông nghiệp và nhà dân. Sự co rút và biến mất nghiêm trọng của các hồ ở giữa và hạ lưu sông Dương Tử là một lý do quan trọng dẫn đến thảm họa lũ lụt trầm trọng.

## Về đập Tam Hiệp
Nhiều đập trong lưu vực sông Dương Tử kiểm soát khả năng nước lũ; lớn nhất và quan trọng nhất trong số này là đập Tam Hiệp với diện tích kiểm soát là một lưu vực rộng khoảng 1.000.000 kilômét vuông (390.000 dặm vuông Anh). Nó được xây dựng không chỉ để phát điện mà còn để kiểm soát lũ lụt. Đến cuối tháng 6, con đập đã bắt đầu xả nước lũ. Trong khi CMA chỉ ra việc xả lũ bắt đầu vào ngày 29 tháng 6, hình ảnh vệ tinh cho thấy rằng lũ lụt đã xuất hiện trước đó năm ngày. Nghi Xương, một thành phố bên dưới con đập, đã trải qua lũ lụt trên diện rộng, đặt ra câu hỏi về hiệu quả của việc kiểm soát lũ bằng con đập. Đã có những lo ngại rằng Vũ Hán có thể bị ngập lụt. Theo công ty quản lý con đập, con đập đã "giảm tốc độ và mức độ mực nước dâng cao một cách hiệu quả ở giữa và hạ lưu sông Dương Tử". Tuy nhiên, các nhà phê bình cho rằng con đập "không làm những gì ngoài mục đích mà nó được thiết kế" và không thể đối phó với các sự kiện nghiêm trọng.
Giới truyền thông đặt câu hỏi về sự an toàn của đập Tam Hiệp, đặc biệt là từ các phương tiện truyền thông của Đảng Dân chủ Tiến bộ ở Đài Loan. Các báo cáo thấy trước sự sụp đổ của con đập đã xuất hiện thường xuyên mỗi mùa hè trên  truyền thông Đài Loan. Thời báo Hoàn Cầu phản bác lại rằng đập Tam Hiệp vẫn an toàn trước mưa lớn và "không có nguy cơ bị vỡ", một số phương tiện truyền thông ở nước ngoài đã thổi phồng "sự biến dạng" của đập Tam Hiệp.

## Lũ lụt theo tỉnh

### An Huy
Vào ngày 27 tháng 6, một trận mưa lớn kéo dài 3 giờ với mực nước 118 milimét (4,6 in) đã được ghi nhận tại Khu Phát triển Kinh tế và Công nghệ Hợp Phì, trong đó mực nước 94 milimét (3,7 in) được ghi lại trong 1,5 giờ từ 17:30 đến 19:00 giờ tối, điều này rất hiếm trong nhiều năm. Một số đoạn đường và khu công cộng bị ngập nước.
Vào ngày 6 tháng 7, cầu Lạc Thành, một cây cầu vòm bằng đá thời nhà Thanh và là đơn vị di tích văn hóa tỉnh ở thị trấn Tam Hoát của huyện Tinh Đức, đã bị hư hại. Vào ngày 7 tháng 7, một số ngôi nhà dọc theo sông Thủy Dương thuộc quận Tuyên Châu của Tuyên Thành đã bị nhấn chìm.
Vào ngày 7 tháng 7, một số hồ chứa ở huyện Hấp đã vượt quá dung tích và đạt mức kỷ lục, đòi hỏi phải xả nước để giảm bớt lượng nước lưu trữ cao vô cùng nguy hiểm. Nhiều ngôi nhà ở huyện Hấp đã bị ngập nước. Ngày đầu tiên của kỳ thi tuyển sinh đại học quốc gia đã bị hoãn lại do mưa lớn. Vào ngày 7 tháng 7 năm 2020, cầu Trấn Hải, một cây cầu vòm đá lớn ở quận Đồn Khê của thành phố Hoàng Sơn là một "Di tích lịch sử và văn hóa lớn được bảo vệ ở cấp quốc gia ở An Huy", đã bị phá hủy bởi những dòng nước chảy xiết từ trên núi.
Vào ngày 9 tháng 7, sông Nghiêu Độ Hà và sông Long Toàn thuộc huyện Đông Chí đạt mực nước cao nhất trong lịch sử.
Tất cả cư dân ở thị trấn Lão Châu và thị trấn Tư Bá của Đồng Lăng dọc theo sông Dương Tử đã được lệnh sơ tán vào ngày 11 tháng 7.
Vào ngày 14 tháng 7, một cơ quan khẩn cấp đã được tổ chức bởi Văn phòng phòng chống lụt bão và hạn hán tỉnh An Huy, đã ra lệnh cho tất cả cư dân sống ở các hòn đảo nằm giữa sông Dương Tử hoặc dọc theo sông Dương Tử ở An Khánh, Trì Châu, Đồng Lăng, Vu Hồ và Mã An Sơn phải sơ tán.
Vào ngày 18 tháng 7, Ủy ban sông Hoài thuộc Bộ Tài nguyên nước đã nâng mức ứng phó kiểm soát lũ từ cấp III lên cấp II.
Vào ngày 19 tháng 7, chính quyền huyện Toàn Tiêu đã giải tỏa một số khoảng rộng ở sông Trừ để giải phóng lũ lụt.
Vào lúc 8:32 sáng ngày 20 tháng 7, chính quyền huyện Nam ở Ích Dương đã mở các cửa cống tại đập Vương Gia trên sông Hoài vì nước ở đó đang tăng ở mức quá cao. Lần xả lũ cuối cùng là 13 năm trước.
Lúc 10:24 sáng ngày 21 tháng 7, mực nước tại ga Chung Miêu của Sào Hồ đo được là 13,36 mét (43,8 ft), đây là mực nước cao nhất ở Sào Hồ trong vòng một thế kỷ qua.
Vào ngày 22 tháng 7, năm máy xúc đã bị lũ cuốn trôi ở Thạch Thái Vu, huyện Lư Giang.

### Trùng Khánh
Vào lúc 20:00 tối ngày 22 tháng 6, "Trạm thủy văn Kỳ Giang Ngũ Xá" tại thị trấn Cổ Tự ghi nhận mực nước 205,85 mét (675,4 ft), cao hơn 5,34 mét (17,5 ft) so với mực nước an toàn (200,51 mét (657,8 ft)). Trạm thủy văn Kỳ Giang Ngũ Xá đạt 205,85 mét (675,4 ft), vượt qua kỷ lục trước đó là 205,55 mét (674,4 ft) từng được ghi nhận trong Lũ lụt Trung Quốc năm 1998. Vào ngày 22 tháng 6, một phần của Nhai đạo biện sự xứ Văn Long thuộc quận Kỳ Giang, Trùng Khánh đã bị nhấn chìm, với nhiều đường ngập nước. 13.874 cư dân ở quận Kỳ Giang dọc theo sông Kỳ Giang được lệnh sơ tán vào ngày 22 tháng 6.
Vào ngày 15 tháng 7, hàng trăm ngôi nhà ở Miếu Bá của huyện Thành Khẩu đã được sơ tán do mưa lớn và lũ lụt.
Vào lúc 15:00 tối ngày 17 tháng 7, lũ lụt đã làm vỡ một cây cầu ở thị trấn Bảo Gia thuộc huyện Bành Thủy, làm một người đàn ông rơi xuống sông mất tích.

### Phúc Kiến
Vào ngày 9 tháng 7, một cơn mưa đã xảy ra ở Nam Bình, gây ra lũ lụt, lở đất và các thảm họa khác, nhiều con đường đã bị phá hủy và mùa màng bị ngập lụt. Thành phố Vũ Di Sơn bị ngập úng nghiêm trọng, và chính quyền địa phương đã đưa ra mức cảnh báo đỏ mưa bão, và Điểm ngắm cảnh Vũ Di Sơn đã bị đóng cửa.
Từ ngày 11 đến 14 tháng 6, một trận mưa xối xả đổ xuống Huyện tự trị dân tộc Thổ Gia và dân tộc Miêu Dậu Dương và Huyện tự trị dân tộc Thổ Gia Thạch Trụ. Vào ngày 14 tháng 6, trường tiểu học Hoa Giá Dân Thấu đã bị ngập lụt. Vào ngày 22 tháng 6, những ngôi nhà ở Huyện tự trị dân tộc Thổ Gia và dân tộc Miêu Dậu Dương cũng bị ngập.

### Quảng Đông
Vào ngày 22 tháng 5, lượng mưa lớn nhất trong một giờ diễn ra tại cầu Hoàng Bộ ở Quảng Châu, với lượng mưa 168 milimét (6,6 in). Tuyến 13 của Quảng Châu Metro đã ngừng hoạt động do nước chảy ngược vào đường hầm.
Vào lúc 11:00 sáng ngày 8 tháng 6, những con đường và đất nông nghiệp ở làng Lâm Giang của thị trấn Lâm Giang, huyện Tử Kim, thành phố Hà Nguyên bị lũ nhấn chìm. Đê Vĩnh Hán trên sông Đông bị vỡ, tạo ra đợt sóng nước cao từ 3 mét (9,8 ft) đến 5 mét (16 ft). Lũ bao quanh làng Hà Khẩu của thị trấn Vĩnh Hán ở huyện Long Môn, biến nó thành một hòn đảo. Đường và đường cao tốc đã bị hư hại nặng nề hoặc bị phá hủy ở huyện Long Môn.

### Quảng Tây
Vào ngày 7 tháng 6, lượng mưa hàng ngày ở Dương Sóc của Quế Lâm là 327,7 milimét (12,90 in), phá kỷ lục địa phương từ trước tới nay về lượng mưa hàng ngày. Việc úng nước xảy ra ở một số thị trấn và thị tứ, bao gồm Bồ Đào, Bạch Sá và Kim Bảo. Toàn vùng ngập nước khi mưa xối xả. Đập của hồ chứa Sa Tư Khê ở thị trấn Cao Điền bị sập, 510 cư dân buộc phải sơ tán. Thị trấn La Cẩm và thị trấn Bảo Lý của huyện Vĩnh Phúc bị ngập úng. Thị trấn Mã Lĩnh và thị trấn Hoa Long của Lệ Phố dọc theo sông Mã Lĩnh, sông Lệ Phố và sông Hoa Long bị bao vây bởi lũ lụt.
Vào ngày 8 tháng 6, Trạm thủy văn Bình Lệ của sông Quế đã tăng lên mức cao nhất mọi thời đại là 105,87 mét (347,3 ft) và vượt qua mốc nguy hiểm 6,37 mét (20,9 ft), vượt qua kỷ lục trước đó được thiết lập vào năm 1936. Quốc lộ G321 và G323, cao tốc G65 Bao Đầu - Mậu Danh, và cao tốc G59 Hô Hồ-Bắc Hải bị đóng cửa do sạt lở đất. Tại thị trấn Lạc Dong của Ngư Phong, Liễu Châu, nhà cửa, đường phố và các doanh nghiệp đã ngập nước khi mưa lớn.

### Quý Châu
Từ 07:00 sáng ngày 11 tháng 6 đến 07:00 sáng ngày 12 tháng 6, một cơn mưa xối xả 264,6 milimét (10,42 in) ở thị trấn Bích Phong tại Trấn An, với lượng mưa tối đa là 163,3 milimét (6,43 in), phá vỡ mức kỷ lục lịch sử của Quý Châu về lượng mưa trong một giờ. Đây cũng là lượng mưa lớn nhất trong một giờ của Trung Quốc, xếp sau Quảng Châu là 168 milimét (6,6 in) ngày 22 tháng 5  Trên toàn huyện, 8 người đã thiệt mạng và 5 người mất tích.
Đến 7 giờ sáng ngày 14 tháng 6, tổng cộng 438.000 người tại 51 quận của 8 thành phố ở Quý Châu bị ảnh hưởng, 10 người chết, 14 người mất tích, 21.000 người buộc phải sơ tán; gần 100 ngôi nhà bị sập và hơn 8.000 ngôi nhà bị hư hỏng nặng; 175.000 hécta (1.750 km2) cây trồng bị ảnh hưởng, bao gồm 28.000 hécta (280 km2) sẽ không có thu hoạch; và thiệt hại kinh tế trực tiếp là 880 triệu nhân dân tệ.
Sáng ngày 26 tháng 6, lượng mưa xối xả đổ xuống huyện Dong Giang, dẫn đến thiệt hại kinh tế trực tiếp là hơn 4,8 triệu nhân dân tệ do đường giao thông nông thôn trong huyện chịu thiệt hại lớn.
Vào lúc 7:05 sáng ngày 8 tháng 7, ít nhất sáu người đã thiệt mạng khi một vụ lở đất xảy ra tại làng Thạch Bản của Huyện tự trị dân tộc Miêu Tùng Đào.
Vào ngày 12 tháng 7, một phần của Quốc lộ G212 tại thị trấn Mỹ Tửu Hà thuộc thành phố Nhân Hoài đã bị đóng cửa do lũ núi. Điểm ngắm cảnh Lu San cũng đã bị đóng cửa.

### Hồ Bắc
Tính đến ngày 13 tháng 7 tại tỉnh Hồ Bắc, ít nhất 14 người đã chết và năm người khác bị mất tích. Hơn chín triệu người bị ảnh hưởng.
Vào lúc 7:00 tối ngày 5 tháng 7, mực nước hồ Bạch Dương Hà đã tăng lên 84,62 mét (277,6 ft). Vào lúc 12:00 tối ngày 6 tháng 7, con đập bị lệch và biến dạng, và 29.000 người đã được sơ tán.
Vào lúc 4 giờ sáng ngày 8 tháng 7, một trận lở đất do mưa lớn ở làng Viên Sơn của Đại Hà, Hoàng Mai, giết chết 8 người.
Vào lúc 13:00 tối ngày 11 tháng 7, mực nước hồ Tràng tại Kinh Châu đạt 33,49 mét (109,9 ft), vượt qua kỷ lục trước đó là 33,46 mét (109,8 ft) năm 2016.
Vào ngày 17 tháng 7, tại thành phố Ân Thi, đường phố và xe hơi bị chìm trong nước. Tất cả các con đường đã bị đóng cửa cả trong lẫn ngoài thành phố.

### Hồ Nam
Vào ngày 8 tháng 7, Hồ chứa Mã Điếm của Nhạc Dương đã nhận được tổng lượng mưa 303 milimét (11,9 in), đạt kỷ lục lượng mưa tích lũy cao nhất kể từ năm 1952.
Vào ngày 8 tháng 7, ở tây bắc Trương Gia Giới thuộc Hồ Nam, một người câu cá lưới bị lũ cuốn trôi.
Trung tâm khảo sát tài nguyên nước và thủy văn Hồ Nam đã đưa ra cảnh báo lũ màu cam vào lúc 12:20 tối ngày 11/7. Vào lúc 2:00 chiều ngày 11 tháng 7, Đảo Cam đã đóng cửa.

### Giang Tây
Giang Tây đã trải qua trận lụt lớn vào tháng 7 năm 2020, chủ yếu dọc theo hồ Bá Dương và các phụ lưu của nó ở Cửu Giang, Thượng Nhiêu và Bình Hương.
Vào lúc 0:00 sáng ngày 12 tháng 7, mực nước tại trạm Tinh Tí của hồ Bà Dương đạt 22,53 mét (73,9 ft), vượt quá kỷ lục 22,52 mét (73,9 ft) trong lũ lụt Trung Quốc năm 1998.
Người dân buộc phải sơ tán khỏi thị trấn Giang Châu, thuộc Cửu Giang và hương Tam Giác, huyện Vĩnh Tu của Cửu Giang vào ngày 12 tháng 7 khi dòng sông bị ngập lụt bắt đầu nhấn chìm các ngôi nhà. Giang Châu là một hòn đảo ở giữa sông Dương Tử ở cuối hồ Bà Dương, chính quyền địa phương đã đưa ra lời kêu gọi trên phương tiện truyền thông xã hội cho tất cả mọi người từ thị trấn tuổi từ 18 đến 60 trở về và giúp chống lũ lụt, vì lý do thiếu nhân lực nghiêm trọng để gia cố đập.
Vào ngày 11 tháng 7, Chính phủ Giang Tây đã nâng phản ứng kiểm soát lũ từ cấp II lên cấp I, cấp cao nhất của ứng phó khẩn cấp bốn cấp của Trung Quốc đối với lũ lụt. Sông Nhiêu đã dâng lên mức cao nhất mọi thời đại 22,65 mét (74,3 ft), vượt qua mốc nguy hiểm và vượt qua kỷ lục trước đó là 22,43 mét (73,6 ft) được thiết lập vào năm 1998. Công viên, nhà cửa và các doanh nghiệp ở Bà Dương đã bị dòng sông nhấn chìm, khiến nhiều khu vực của huyện chỉ có thể tiếp cận bằng thuyền. Quân đoàn 73123 thuộc bộ chỉ huy Chiến khu Đông bộ Quân Giải phóng Nhân dân Trung Quốc vội vã đến huyện Bà Dương để chống lũ. Tại huyện Đông Chí, lũ lụt đã ảnh hưởng đến hơn 260.000 người, tương đương khoảng một nửa dân số của huyện.
Vào chiều ngày 8 tháng 7, Cầu vồng Thanh Hoa bị lũ lụt phá hủy. Vào sáng sớm ngày 9 tháng 7, mực nước cao nhất của Trạm thủy văn Tam Đô ở Vụ Nguyên đo được 62,74 mét (205,8 ft), vượt quá mực nước cảnh báo 4,74 mét (15,6 ft).

### Tứ Xuyên
Vào ngày 17 tháng 6, mưa lớn đã gây ra lở đất và lũ lụt khiến 2 người mất tích ở huyện Đan Ba.
Từ 18 giờ tối 26 tháng 6 đến 1 giờ sáng ngày 27 tháng 6, một cơn mưa bất chợt đã xảy ra ở phía bắc huyện Miện Ninh. Quốc lộ 248 hư hại tại đoạn qua huyện Cao Dương thuộc Bảo Định khiến hai phương tiện đi qua rơi xuống sông. Chỉ năm trong số mười hành khách được giải cứu, hai người chết và ba người mất tích. Tính đến 23:00 ngày 30 tháng 6, 14 người đã thiệt mạng và 8 người mất tích tại Nhai đạo biện sự xứ Cao Dương và thị trấn Di Hải. Kể từ ngày 1 tháng 7, 500 hécta (5,0 km2) cây trồng bị ảnh hưởng, 280 hécta (2,8 km2) bị thiệt hại và 70 hécta (0,70 km2) sẽ không có thu hoạch, hơn 280 ngôi nhà bị sập hoặc hư hỏng nặng và 2.300 ngôi nhà bị hư hại một phần.
Vào ngày 6 tháng 7, 4 người đã mất tích trong lũ bùn ở thị trấn Trạch Lũng của huyện Tiểu Kim.
Vào ngày 16 tháng 7, tại quận Thông Xuyên của Đạt Châu, 7 người đã đi bơi dưới sông cuối cùng 2 người bị lũ cuốn trôi.

### Vân Nam
Từ tối 29 và ngày 30 tháng 6, một cơn mưa nặng hạt xảy ra ở Trấn Hùng, Nghi Lương, Uy Tín và Diêm Tân. Mức nước sông Bạch Thủy Giang, một nhánh của sông Dương Tử, đã dâng lên 8 mét (26 ft), gây ra lũ lụt nghiêm trọng ở các thị trấn, thị tứ dọc theo sông. Tính đến 21:00 ngày 30 tháng 6, 3.871,54 hécta (38,7154 km2) cây trồng như ngô, khoai tây và thuốc lá bị ảnh hưởng, 3.745,09 hécta (37,4509 km2) bị thiệt hại và 84,68 hécta (0,8468 km2) sẽ không có thu hoạch, và hơn 90 ngôi nhà bị sập, 59 ngôi nhà bị hư hỏng nặng và 90 ngôi nhà bị hư hại một phần.

### Chiết Giang

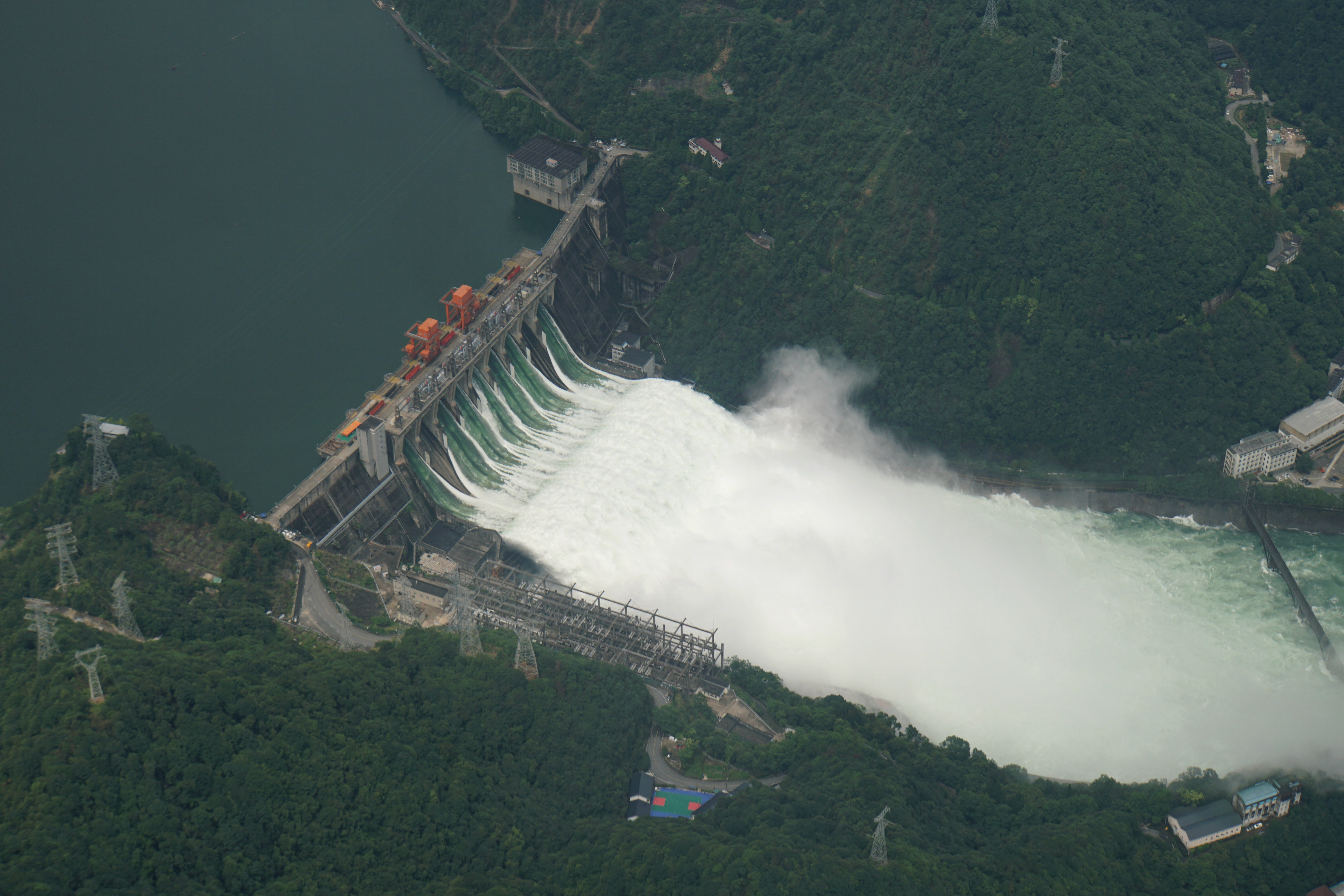
Xả lũ tại đập sông Tiền Đường

Vào ngày 29 tháng 5, huyện Thuần An hứng chịu trận mưa mạnh nhất trong lịch sử. Vào ngày 8 tháng 7, mực nước hồ Thiên Đảo đạt mức cao nhất trong lịch sử. Vào lúc 9:00 sáng ngày 8 tháng 7, trạm thủy điện sông Tiền Đường bắt đầu xả lũ. Đây là lần đầu tiên kể từ khi hoàn thành trạm thủy điện, tất cả chín cổng đã được mở hoàn toàn để xả lũ.

## Hành động của chính phủ
Chính phủ Trung Quốc phân bổ khoảng 309 triệu nhân dân tệ (44,2 triệu USD) để cứu trợ thiên tai ở vùng bị lũ tàn phá nặng. Vào ngày 8 tháng 7 và ngày 12 tháng 7, Thủ tướng Quốc vụ viện Trung Quốc Lý Khắc Cường và Tổng Bí thư Tập Cận Bình được kêu gọi liên tục cho mọi nỗ lực cứu hộ và cứu trợ tại các khu vực bị ngập lụt trên khắp Trung Quốc và nhấn mạnh rằng việc đảm bảo cuộc sống và sự an toàn của người dân là một ưu tiên hàng đầu.
Vào tối ngày 12 tháng 7, hơn 7.000 sĩ quan và binh sĩ thuộc Quân đoàn 71 và Quân đoàn 72 đã đến Cửu Giang và Đồng Lăng để tham gia các nhiệm vụ cứu hộ và cứu hộ khẩn cấp. Sáng ngày 14 tháng 7, hơn 3.700 sĩ quan và binh sĩ thuộc Quân đoàn 73 đã nhanh chóng đến quận Dư Can để chống lũ lụt và đối phó với tình huống khẩn cấp. Vào ngày 14 tháng 7, theo lệnh của Quân ủy Trung ương, hơn 16.000 sĩ quan và binh sĩ đã được gửi đến Cửu Giang, Thượng Nhiêu và các khu vực khác của Giang Tây để chống lũ lụt. Vào 23:00 ngày 19 tháng 7, các cán bộ của Chiến khu Trung ương Quân Giải phóng Nhân dân Trung Quốc đến Vũ Hán, thủ phủ của miền trung Trung Quốc thuộc tỉnh Hồ Bắc để chỉ đạo chống lũ và cứu trợ thiên tai. Vào ngày 22 tháng 7, chính phủ Trung Quốc đã chuyển 830 triệu nhân dân tệ (119,05 triệu đô la Mỹ) từ ngân sách trung ương để khôi phục việc trữ nước và các cơ sở sản xuất nông nghiệp ở 12 vùng bị lũ lụt của tỉnh.